# Oncopeltus cingulifer
Oncopeltus cingulifer är en insektsart som beskrevs av Carl Stål 1874. Oncopeltus cingulifer ingår i släktet Oncopeltus och familjen fröskinnbaggar. Inga underarter finns listade i Catalogue of Life.